# Túnel de Hov
El Túnel de Hov (en feroés: Hovstunnilin; en danés:Hovstunnelen) es un túnel vehicular entre Oravik y Hov en la isla más meridional de las Islas Feroe llamada Suðuroy.

## Descripción
El túnel fue abierto el 20 de octubre de 2007. La obra fue responsabilidd de la compañía islandesa Istak. El túnel sustituyó a la antigua carretera de montaña "Hovsegg", que comenzó a usarse en la década de 1950. Antes de que el túnel se pusiera en servicio, a menudo ha sido un problema, sobre todo por las tormenta, niebla y nieve, sobre la estrecha carretera de montaña. Hovstunnelen costó 150 millones de dólares, y tiene 2.435 metros de largo y 10 metros de ancho. 